# Білоусько Іван Васильович
Іва́н Васи́льович Білоу́сько (нар. 1920,  — пом. 1945) — радянський офіцер-танкіст, Герой Радянського Союзу (1945, посмертно).

## Біографія
Іван Білоусько народився в селі Соломахівка (нині Полтавського району Полтавської області України) у селянській родині. Вчився в школі в селі Абазівка, а потім в селі Гожули (обидва Полтавського району). Закінчив дорожньо-механічний технікум у Полтаві та дивізійну партійну школу.
Від 1940 року служив у РСЧА. Від літа 1942 року, після закінчення військового училища, перебував на фронті. Був двічі важко поранений. Відзначився у битві за Берлін.
Командир танкової роти 45-ї гвардійської танкової бригади (11-й гвардійський танковий корпус, 1-а гвардійська танкова армія, 1-й Білоруський фронт) гвардії старший лейтенант Білоусько 21 квітня 1945 року зустрів сильний супротив переважаючих сил противника в районі міста Кагель, оцінивши обставини зробив вдалий маневр. Залишив один взвод на фронті перед обороною противника, з рештою сил увірвався до гітлерівців з тилу і розгромив їх. У ході цієї атаки було знищено 2 танки, 3 гармати, 4 міномети, 1 САУ і до 120 гітлерівців.
22 квітня 1945 року в районі міста Калькберге гітлерівці зустріли радянські підрозділи організованою обороною, не допускаючи їх до переправи через річку (західніше міста Калькберге). Старший лейтенант Білоусько вирвавшись вперед своєї роти повів її в бій. У цьому бою знищив 1 танк, 2 САУ, 5 фаустників і до 50 солдат і офіцерів противника. Танкісти його роти розгромивши противника першими вийшли до Берліна.
22 квітня 1945 року в районі Нойкельн правильно оцінюючи бойові обставини його рота захоплювала один квартал за іншим, зустрівши ворожу САУ яка почала обстріл радянських частин, вправно обійшов її і знищив з двох пострілів , а з кулемета ліквідував до 30 гітлерівців.
28 квітня 1945 року загинув в боях за Берлін. Похований в місті Альтландсберг (Німеччина).

## Звання та нагороди
28 квітня 1945 року І. В. Білоуську присвоєно звання Героя Радянського Союзу посмертно.
Також нагороджений:
- орденом Леніна
- орденом Червоного Прапора.
- 2-ма орденами Вітчизняної війни 2 ступеня
- орденом Червоної Зірки

## Вшанування пам'яті
У селі Абазівка Полтавського району 22 вересня 1979 року встановлено погруддя Білоуська. Також у селі є вулиця Івана Білоуська.